# まちの駅
まちの駅（まちのえき）は、地域住民や来訪者が自由に利用できる休憩場所や地域情報を提供する機能を備え、さらには地域内交流・地域間連携を促進する公共的空間である。

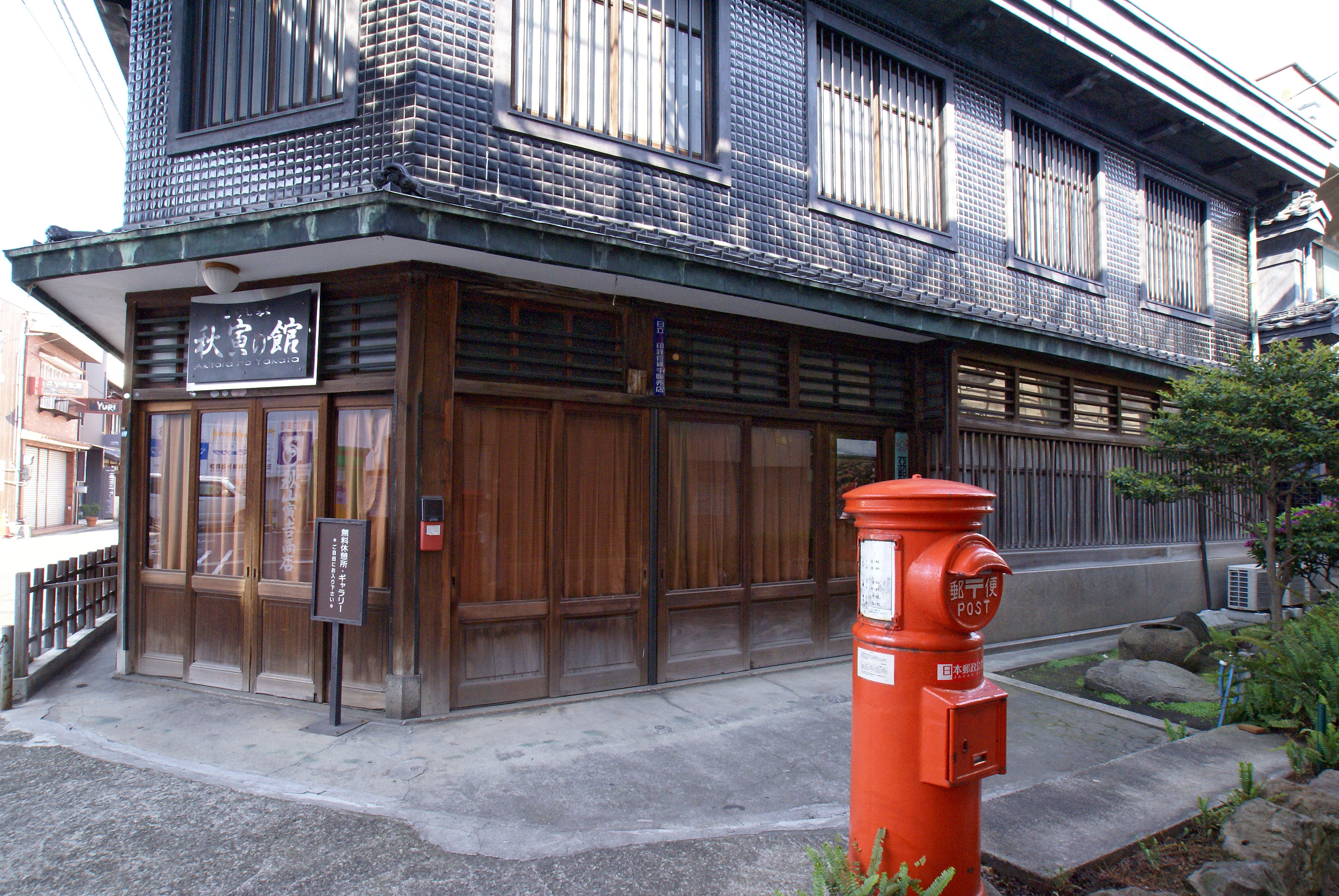
歴史的建造物を活用したまちの駅「秋寅の館」（香川県丸亀市）

## 概要
具体的には公共・民間を問わず、広く人々が入ることができる施設がまちの駅となり、トイレ・休憩場所等を来訪者に提供するものであるが、現在全国のまちの駅のほとんどは小売店舗である。またまちの駅となった施設内には観光パンフレット等が備えられており、施設の代表者や従業員がまちの案内人となって来訪者に観光地等への道案内を行うこともある。
施設がまちの駅になるには、全国まちの駅連絡協議会（特定非営利活動法人地域交流センター内）が定めたまちの駅設置要項に基づき同協議会事務局に設置申請をし、認定審査を経て、同協議会への入会が認められることが必要である。そのようにしてまちの駅となった施設はまちの駅の名称を名乗ることができ、さらに同協議会が定めたシンボルマークを内外に掲示することができる。まちの駅の名称およびシンボルマークは同協議会が商標登録しており、それらを無断で使用することはできない。
名称については、まちの駅の「理念を共有することを前提として、位置、地理的条件、運営目的などに応じて、個性ある名称を名付けること」（まちの駅設置要項第3条）とされる。たとえば鹿児島市にある宇宿駅付近にある宇宿商店街が設置した交流施設は、まちの駅宇宿（まちのえきうすき）と名乗っている。ただし、例えば菓子店がまちの駅になり、地域の情報のほか菓子についての情報提供もできるとアピールしたいときは、「菓子の駅」と名乗ることもでき、必ずしも「まちの駅～」とする必要はない。地域活性化の手段として、注目を浴びている。

## 機能
まちの駅設置要項によれば、まちの駅の機能として以下の4つがあるとされている。
- 休憩機能　誰でもトイレが利用でき、無料で休憩できる機能
- 案内機能　まちの案内人が、地域の情報について丁寧に教える機能
- 交流機能　地域の人と来訪者の、出会いと交流のサポートをする機能
- 連携機能　まちの駅間でネットワークし、もてなしの地域づくりをめざす機能

## 道の駅との違い
道の駅とまちの駅は、地域への来訪者にトイレ・休憩場所を提供し、観光案内等様々な情報を発信するという機能面ではよく似ている。しかし、まちの駅は以下のとおり道の駅とは違った特色を持っている。
設置主体に制限がない
建設省（現国土交通省）道路局が定めた「道の駅登録・案内要綱」（平成5年2月23日建設省道企第19号）によれば、道の駅を設置することができるのは、「市町村または市町村に代わり得る公的な団体であること」とある。つまり民間では設置することができない。それに対してまちの駅は、行政であれ民間であれまちの駅として必要な基準を満たしていれば設置が可能である。
設置場所に制限がない
道の駅は基本的には自動車運転者のための休憩施設である。したがって、特に設置場所についての限定こそないが、幹線道路沿いに設置されることが期待されており、現実にほとんどの道の駅がそのような場所に設置されている。これに対してまちの駅は人が休憩したり集ったりする空間であるため、どこでも設置することができる。
設置・運営に際しほとんど費用がかからない
一部には市町村が市民ホール等公の施設を設置し、そこをまちの駅としているところもあるが、ほとんどは民間の商店等が店内の全部または一部をまちの駅として来訪者に提供している。またその場合まちの案内人といっても、店長・店員らが商売の傍ら適宜案内をしたりするだけであるので、専門の職員を置いているわけではない。そのため、設置・運営に多額の投資が必要な道の駅とは異なり、費用がほとんどかからない。

## 歴史
- 1998年3月 長野県・山梨県・静岡県の10市町村にて連携センター実験
- 1998年10月 連携センター名称公募
- 1999年1月 まちの駅名称確定
- 1999年5月 まちの駅シンボルマーク確定
- 2000年8月 まちの駅連絡協議会正式発足会&フォーラム
- 2001年11月 民間版まちの駅ネットワークを強化

## まちの駅の数
2019年（平成31年）3月31日時点のまちの駅数 1611駅
日本で一番設置数が多い都道府県は栃木県の190箇所で、その中の101箇所を鹿沼市(まちの駅ネットワークかぬま)が占め、一つの自治体の設置数では日本最多である。

## テーマ別まちの駅
- 健康の駅
- 楽校の駅
- 昆虫の駅
- 赤ちゃんの駅